# Горня Радгона
Горня Радгона (словен. Gornja Radgonaⓘ) — місто в общині Горня Радгона, Помурський регіон, Словенія. 

## Географія
Місто розташований на правому березі річки Мура, на висоті 206 м над рівнем моря.

## Історія
Горня Радгона вперше згадується у письмових джерелах в 1265 році.